# 聖米格爾 (科連特斯省)
28°0′S 58°34′W / 28.000°S 58.567°W
聖米格爾（西班牙語：San Miguel），是阿根廷的城鎮，位於該國北部科連特斯省，是聖米格爾縣的首府，距離科連特斯161公里，該城鎮海拔高度61米，2010年人口4,792。